# Eumorphus politus
Eumorphus politus es una especie de coleóptero de la familia Endomychidae.

## Distribución geográfica
Habita en Sumatra, Tailandia, Singapur y  Borneo.